# Marécage boisé
Le Marécage boisé (Boslandschap met een vijver met waterlelies) est une peinture à l'huile (72,5 × 99 cm) de Jacob van Ruisdael conservée au musée de l'Ermitage de Saint-Pétersbourg. Elle a été exécutée entre 1665 et 1669.
Cette toile représente un marécage ombragé par des arbres aux formes tourmentées. Les tons chromatiques du paysage, du brun au vert foncé, se différencient nettement du reste : un ciel azuré avec quelques nuages immaculés. Sur la rivière qui traverse la marécage au loin, on remarque un personnage debout sur une petite barque s'aidant d'une perche. Sous les arbres des canards blancs sont prêts à s'envoler.  
Ce tableau a été documenté par Cornelis Hofstede de Groot en 1911 : « 508. Étang dans un bois. Sm. 306.. Un étang stagnant, recouvert de nénuphars en fleur et d'autres plantes, s'étend du centre jusqu'au fond. De chaque côté se trouvent des hêtres et des chênes qui se reflètent dans l'eau. Au premier plan à droite se dresse un grand chêne flétri avec un hêtre mort devant, la partie gauche dans l'eau. Trois canards s'envolent dans les buissons à l'approche d'un homme que l'on aperçoit au loin. C'est un tableau purement exquis, mais presque toute la couleur verte du feuillage s'est affadie [avec le temps]. Il est signé en bas à gauche; toile, 29 pouces sur 39 pouces 1/2. 
Il a été acheté par l'impératrice Catherine II et se trouve au palais de l'Ermitage de Saint-Pétersbourg (catalogue de 1901 n° 1136) ; il y était en 1835 (Smith l'a évalué à £450). ». Il a été acheté par l'impératrice après 1763 aux héritiers du comte von Brühl qui lui vendirent plus de six cents tableaux.
Cette scène ressemble à d'autres tableaux de Ruisdael de la même époque et a inspiré des paysagistes par la suite.

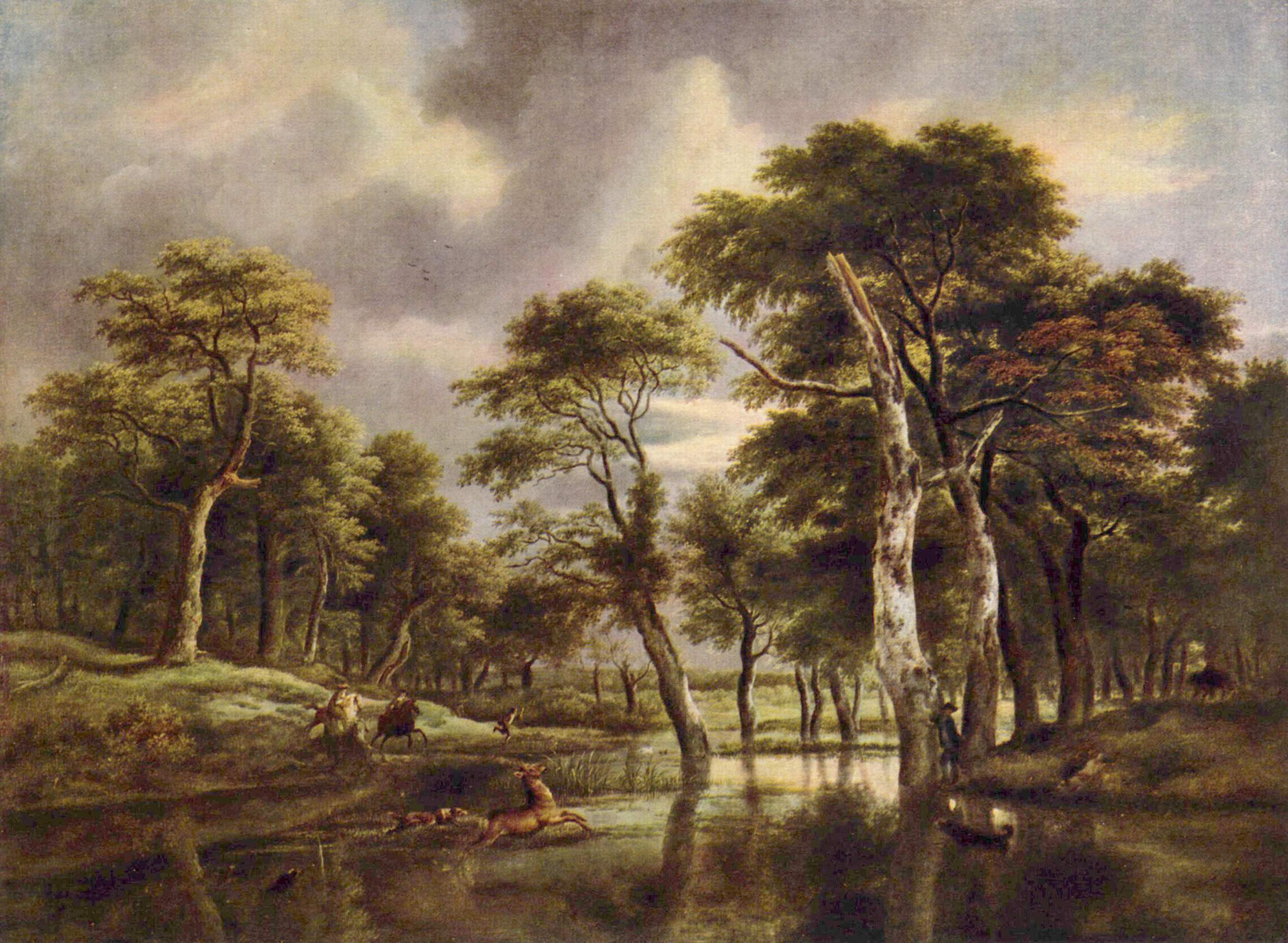
Gemäldegalerie Alte Meister.
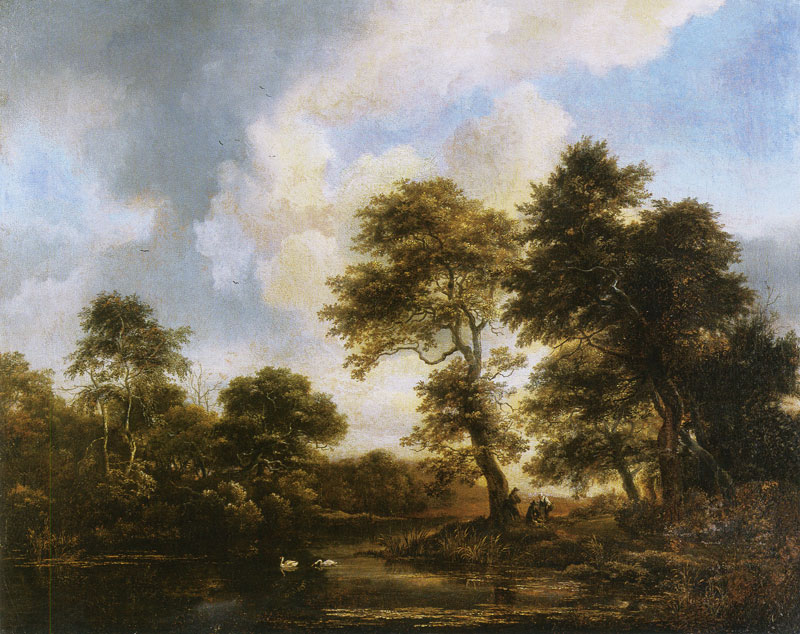
Städel.
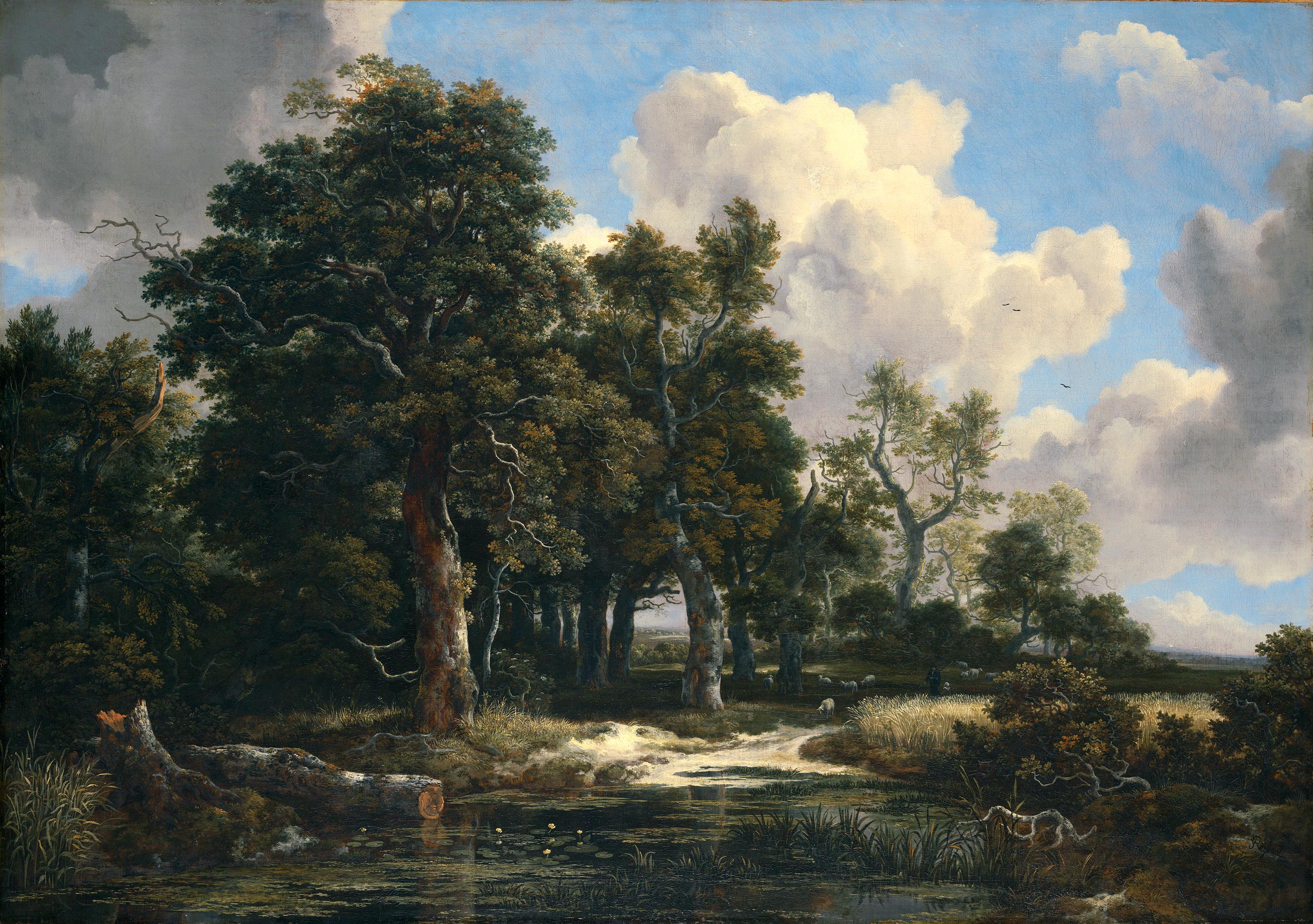
Kimbell Art Museum.

Ce tableau a été exposé à La Haye (exposition Jacob van Ruisdael) au Koninklijk Kabinet van Schilderijen Mauritshuis du 1er octobre 1981 au 3 janvier 1982.